# Vincent Lodder
Vincent Lodder (Appelscha, 2 augustus 1974) is een Nederlands acteur.
Lodder is afgestudeerd aan de theateropleiding te Leeuwarden als theaterdocent. Hij begon zijn acteercarrière bij Theatergezelschap Opium voor het volk, Theatergezelschap Kalsnikov en Toneelgroep Amsterdam. Hij maakte zijn televisiedebuut (2000-2003) met een hoofdrol in de serie Westenwind als Juup Janssen. Lodder speelde o.a. in de films Afblijven, Briefgeheim en Bro's Before Ho's. In 2015 acteerde en produceerde Lodder in samenwerking met het filmfonds zijn eigen speelfilm, genaamd Lost in Laos. Lodder speelde ook in televisieseries, waaronder Jeuk, Lois, Flikken Rotterdam, Als de dijken breken,Stanley H. en Westenwind.